# Megavolley 2024-2025
Questa voce raccoglie le informazioni riguardanti la Megavolley nelle competizioni ufficiali della stagione 2024-2025.

## Stagione
Nella stagione 2024-25 la Megavolley assume la denominazione sponsorizzata di Megabox Ondulati Savio Vallefoglia.
Partecipa per la quarta volta alla Serie A1; chiude la regular season di campionato al settimo posto in classifica, qualificandosi per i play-off scudetto, dove viene eliminata nella serie dei quarti di finali dalla Pro Victoria. Accede quindi ai play-off Challenge Cup, che vince, battendo in finale il Chieri '76 e qualificandosi per la Challenge Cup 2025-26.
Grazie all'ottavo posto al termine del girone di andata di campionato, la Megavolley si qualifica per la Coppa Italia: è eliminata dalla competizione a seguito della sconfitta nei quarti di finale contro l'Imoco.

## Organigramma societario
Area direttiva
- Presidente: Ivano Angeli
- Vicepresidente: Maria Luisa Renzi
- Direttore generale: Michele Romano
- Segreteria: Micaela Baldini
- Ricerca e sviluppo amministrativo e finanziario: Marco Savelli
- Direttore sportivo: Alessio Simone
- Team manager: Alice Ioni
- Logistica: Gabriele Romani, Maurizio Ioni

Area tecnica
- Allenatore: Andrea Pistola
- Allenatore in seconda: Domenico Petruzzelli
- Assistente allenatore: Giacomo Passeri
- Scout man: Matteo Spadoni

Area comunicazione
- Relazioni esterne: Francesca Gallinari
- Direttore creativo: Michele Annibali
- Ufficio stampa e comunicazione: Giacomo Mariotti, Maria Novella Ferri
- Social media manager: Laura Angeli
- Fotografo: Andrea Ceccarini
- Sviluppo web: Virginia Borchia
- Speaker: Gianfranco Ioele

Area marketing
- Ufficio marketing: Federica Gabucci

Area sanitaria
- Medico: Alfredo Bressan
- Preparatore atletico: Alessandro Bracceschi
- Fisioterapista: Georgi Bivolarski, Francesca Ciaroni
- Mental coach: Massimiliano Vandi, Andrea Venturoli

## Rosa
| N° | Nome                  | Ruolo | Data di nascita   | Nazionalità sportiva |
| -- | --------------------- | ----- | ----------------- | -------------------- |
| 1  | Erblira Bici          | O     | 27 giugno 1995    | Albania              |
| 2  | Alice Degradi         | S     | 10 aprile 1996    | Italia               |
| 4  | Alice Feduzzi         | L     | 14 settembre 2006 | Italia               |
| 5  | Francesca Michieletto | S     | 10 settembre 1997 | Italia               |
| 6  | Gaia Giovannini       | S     | 17 dicembre 2001  | Italia               |
| 7  | Chiara De Bortoli     | L     | 28 luglio 1997    | Italia               |
| 8  | Sonia Candi           | C     | 8 novembre 1993   | Italia               |
| 9  | Alice Torcolacci      | C     | 27 febbraio 2000  | Italia               |
| 10 | Rada Perović          | P     | 13 aprile 2001    | Serbia               |
| 11 | Maja Storck           | O     | 8 ottobre 1998    | Svizzera             |
| 13 | Viktorija Kobzar'     | P     | 16 ottobre 2004   | Russia               |
| 17 | Camilla Weitzel       | C     | 11 giugno 2000    | Germania             |
| 22 | Simone Lee            | S     | 7 settembre 1996  | Stati Uniti          |
| 23 | Irbe Lazda            | O     | 4 marzo 2001      | Lettonia             |
| 55 | Federica Carletti     | S     | 14 marzo 2000     | Italia               |

## Mercato
| Acquisti                               | Acquisti              | Acquisti          | Acquisti   |
| R.                                     | Nome                  | da                | Modalità   |
| -------------------------------------- | --------------------- | ----------------- | ---------- |
| O                                      | Erblira Bici          | Roma Club         | definitivo |
| C                                      | Sonia Candi           | Pro Victoria      | definitivo |
| L                                      | Chiara De Bortoli     | Casalmaggiore     | definitivo |
| L                                      | Alice Feduzzi         | Pool Piave        | definitivo |
| S                                      | Simone Lee            | Casalmaggiore     | definitivo |
| S                                      | Francesca Michieletto | Trentino          | definitivo |
| P                                      | Rada Perović          | Ub                | definitivo |
| O                                      | Maja Storck           | Pinerolo          | definitivo |
| C                                      | Alice Torcolacci      | Millenium Brescia | definitivo |
| C                                      | Camilla Weitzel       | Chieri '76        | definitivo |
| Trasferimenti nel corso della stagione |                       |                   |            |
| S                                      | Federica Carletti     | Chieri '76        | definitivo |
| O                                      | Irbe Lazda            | Cincinnati        | definitivo |

| Cessioni                               | Cessioni             | Cessioni             | Cessioni   |
| R.                                     | Nome                 | a                    | Modalità   |
| -------------------------------------- | -------------------- | -------------------- | ---------- |
| C                                      | Maja Aleksić         | AGIL                 | definitivo |
| C                                      | Agnese Cecconello    | Cuneo Granda         | definitivo |
| P                                      | Laura Dijkema        | LOVB Omaha           | definitivo |
| S                                      | Beatrice Gardini     | Black Angels Perugia | definitivo |
| O                                      | Lena Große Scharmann | Fratte               | definitivo |
| S                                      | Tat'jana Košeleva    | -                    | ritirata   |
| C                                      | Giulia Mancini       | Firenze              | definitivo |
| L                                      | Sara Panetoni        | Cuneo Granda         | definitivo |
| S                                      | Claudia Provaroni    | Roma Club            | definitivo |
| Trasferimenti nel corso della stagione |                      |                      |            |
| O                                      | Maja Storck          | Talmassons           | definitivo |

## Risultati

### Serie A1

#### Girone di andata
| 1ª giornata - 6 ottobre 2024 PalaWanny, Firenze                | Firenze              | 3 - 2 | Megavolley      | 27-25, 21-25, 19-25, 27-25, 15-12 |
| 2ª giornata - 13 ottobre 2024 PalaEvangelisti, Perugia         | Black Angels Perugia | 2 - 3 | Megavolley      | 12-25, 25-19, 30-32, 25-15, 17-19 |
| 3ª giornata - 20 ottobre 2024 PalaCampanara, Pesaro            | Megavolley           | 3 - 0 | UYBA            | 25-21, 25-18, 25-15               |
| 4ª giornata - 27 ottobre 2024 Palazzetto dello Sport, Latisana | Talmassons           | 1 - 3 | Megavolley      | 25-23, 13-25, 13-25, 19-25        |
| 5ª giornata - 30 ottobre 2024 PalaCampanara, Pesaro            | Megavolley           | 0 - 3 | Imoco           | 19-25, 19-25, 12-25               |
| 6ª giornata - 3 novembre 2024 PalaFacchetti, Treviglio         | Bergamo 1991         | 3 - 1 | Megavolley      | 17-25, 25-23, 26-24, 25-20        |
| 7ª giornata - 10 novembre 2024 Palazzetto dello Sport, Roma    | Roma Club            | 1 - 3 | Megavolley      | 20-25, 25-22, 23-25, 14-25        |
| 8ª giornata - 17 novembre 2024 PalaCampanara, Pesaro           | Megavolley           | 1 - 3 | Savino Del Bene | 25-16, 20-25, 22-25, 20-25        |
| 9ª giornata - 24 novembre 2024 PalaMaddalene, Chieri           | Chieri '76           | 3 - 1 | Megavolley      | 23-25, 25-20, 25-20, 25-13        |
| 10ª giornata - 1º dicembre 2024 PalaCampanara, Pesaro          | Megavolley           | 2 - 3 | Pinerolo        | 20-25, 23-25, 25-22, 25-20, 20-22 |
| 11ª giornata - 4 dicembre 2024 Arena di Monza, Monza           | Pro Victoria         | 3 - 2 | Megavolley      | 30-28, 19-25, 24-26, 25-20, 15-9  |
| 12ª giornata - 7 dicembre 2024 PalaCampanara, Pesaro           | Megavolley           | 2 - 3 | AGIL            | 29-27, 16-25, 17-25, 25-23, 17-19 |
| 13ª giornata - 15 dicembre 2024 PalaCastagnaretta, Cuneo       | Cuneo Granda         | 2 - 3 | Megavolley      | 23-25, 25-18, 27-25, 13-25, 12-15 |

#### Girone di ritorno
| 14ª giornata - 21 dicembre 2024 PalaCampanara, Pesaro                        | Megavolley      | 2 - 3 | Firenze              | 24-26, 25-19, 25-22, 19-25, 12-15 |
| 15ª giornata - 26 dicembre 2024 PalaCampanara, Pesaro                        | Megavolley      | 3 - 1 | Black Angels Perugia | 19-25, 25-17, 25-23, 25-19        |
| 16ª giornata - 5 gennaio 2025 PalaPiantanida, Busto Arsizio                  | UYBA            | 3 - 1 | Megavolley           | 25-11, 17-25, 25-16, 29-27        |
| 17ª giornata - 11 gennaio 2025 PalaCampanara, Pesaro                         | Megavolley      | 3 - 2 | Talmassons           | 30-32, 25-19, 25-17, 19-25, 15-11 |
| 18ª giornata - 15 gennaio 2025 PalaVerde, Villorba                           | Imoco           | 3 - 1 | Megavolley           | 25-16, 25-18, 22-25, 25-19        |
| 19ª giornata - 19 gennaio 2025 PalaCampanara, Pesaro                         | Megavolley      | 3 - 1 | Bergamo 1991         | 25-19, 17-25, 25-17, 25-23        |
| 20ª giornata - 26 gennaio 2025 PalaCampanara, Pesaro                         | Megavolley      | 3 - 0 | Roma Club            | 25-13, 25-22, 25-14               |
| 21ª giornata - 2 febbraio 2025 PalaWanny, Firenze                            | Savino Del Bene | 0 - 3 | Megavolley           | 22-25, 23-25, 22-25               |
| 22ª giornata - 11 febbraio 2025 PalaCampanara, Pesaro                        | Megavolley      | 2 - 3 | Chieri '76           | 25-22, 24-26, 25-18, 12-25, 7-15  |
| 23ª giornata - 16 febbraio 2025 Palazzetto dello Sport, Villafranca Piemonte | Pinerolo        | 3 - 1 | Megavolley           | 25-17, 19-25, 25-17, 25-14        |
| 24ª giornata - 23 febbraio 2025 PalaCampanara, Pesaro                        | Megavolley      | 2 - 3 | Pro Victoria         | 21-25, 25-23, 14-25, 25-12, 12-15 |
| 25ª giornata - 26 febbraio 2025 PalaTerdoppio, Novara                        | AGIL            | 3 - 2 | Megavolley           | 25-23, 20-25, 16-25, 25-17, 15-13 |
| 26ª giornata - 1º marzo 2025 PalaCampanara, Pesaro                           | Megavolley      | 3 - 1 | Cuneo Granda         | 23-25, 25-20, 25-11, 25-22        |

#### Play-off scudetto
| Quarti di finale (gara 1) - 9 marzo 2025 Palalido, Milano          | Pro Victoria | 3 - 0 | Megavolley   | 25-22, 25-16, 25-16               |
| Quarti di finale (gara 2) - 16 marzo 2025 Vitrifrigo Arena, Pesaro | Megavolley   | 2 - 3 | Pro Victoria | 16-25, 25-20, 25-18, 16-25, 12-15 |

#### Play-off Challenge Cup
| Secondo turno (andata) - 23 marzo 2025 PalaFacchetti, Treviglio | Bergamo 1991 | 0 - 3 | Megavolley   | 20-25, 15-25, 21-25               |
| Secondo turno (ritorno) - 30 marzo 2025 PalaCampanara, Pesaro   | Megavolley   | 3 - 2 | Bergamo 1991 | 23-25, 25-20, 25-23, 21-25, 15-9  |
| Semifinali - 2 aprile 2025 PalaCampanara, Pesaro                | Megavolley   | 3 - 0 | Pinerolo     | 25-22, 25-14, 25-12               |
| Finale - 5 aprile 2025 PalaMaddalene, Chieri                    | Chieri '76   | 2 - 3 | Megavolley   | 25-15, 21-25, 20-25, 25-16, 12-15 |

### Coppa Italia
| Quarti di finale - 30 dicembre 2024 PalaVerde, Villorba | Imoco | 3 - 0 | Megavolley | 25-18, 25-22, 25-20 |

## Statistiche

### Statistiche di squadra
| Competizione | Punti | In casa | In casa | In casa | In trasferta | In trasferta | In trasferta | Totale | Totale | Totale |
| Competizione | Punti | G       | V       | P       | G            | V            | P            | G      | V      | P      |
| ------------ | ----- | ------- | ------- | ------- | ------------ | ------------ | ------------ | ------ | ------ | ------ |
| Serie A1     | 38    | 16      | 8       | 8       | 16           | 7            | 9            | 32     | 15     | 17     |
| Coppa Italia | -     | 0       | 0       | 0       | 1            | 0            | 1            | 1      | 0      | 1      |
| Totale       | -     | 16      | 8       | 8       | 17           | 7            | 10           | 33     | 15     | 18     |

G = partite giocate; V = partite vinte; P = partite perse

### Statistiche dei giocatori
| Giocatore      | Serie A1 | Serie A1 | Serie A1 | Serie A1 | Serie A1 | Coppa Italia | Coppa Italia | Coppa Italia | Coppa Italia | Coppa Italia | Totale | Totale | Totale | Totale | Totale |
| Giocatore      | P        | PT       | AV       | MV       | BV       | P            | PT           | AV           | MV           | BV           | P      | PT     | AV     | MV     | BV     |
| -------------- | -------- | -------- | -------- | -------- | -------- | ------------ | ------------ | ------------ | ------------ | ------------ | ------ | ------ | ------ | ------ | ------ |
| E. Bici        | 32       | 600      | 527      | 41       | 32       | 1            | 16           | 15           | 1            | 0            | 33     | 616    | 542    | 42     | 32     |
| S. Candi       | 32       | 310      | 197      | 96       | 17       | 1            | 4            | 4            | 0            | 0            | 33     | 314    | 201    | 96     | 17     |
| F. Carletti    | 17       | 45       | 30       | 11       | 4        | 1            | 3            | 0            | 3            | 0            | 18     | 48     | 30     | 14     | 4      |
| C. De Bortoli  | 32       | 0        | 0        | 0        | 0        | 1            | 0            | 0            | 0            | 0            | 33     | 0      | 0      | 0      | 0      |
| A. Degradi     | -        | -        | -        | -        | -        | -            | -            | -            | -            | -            | -      | -      | -      | -      | -      |
| A. Feduzzi     | 22       | 1        | 0        | 0        | 1        | 0            | 0            | 0            | 0            | 0            | 22     | 1      | 0      | 0      | 1      |
| G. Giovannini  | 32       | 268      | 220      | 15       | 33       | 1            | 6            | 5            | 0            | 1            | 33     | 274    | 225    | 15     | 34     |
| V. Kobzar'     | 26       | 10       | 2        | 5        | 3        | 1            | 0            | 0            | 0            | 0            | 27     | 10     | 2      | 5      | 3      |
| I. Lazda       | 13       | 9        | 6        | 2        | 1        | 1            | 0            | 0            | 0            | 0            | 14     | 9      | 6      | 2      | 1      |
| S. Lee         | 28       | 437      | 393      | 29       | 15       | 1            | 7            | 7            | 0            | 0            | 29     | 444    | 400    | 29     | 15     |
| F. Michieletto | 26       | 49       | 41       | 6        | 2        | 0            | 0            | 0            | 0            | 0            | 26     | 49     | 41     | 6      | 2      |
| R. Perović     | 30       | 87       | 40       | 21       | 26       | 1            | 0            | 0            | 0            | 0            | 31     | 87     | 40     | 21     | 26     |
| M. Storck      | 6        | 22       | 21       | 1        | 0        | -            | -            | -            | -            | -            | 6      | 22     | 21     | 1      | 0      |
| A. Torcolacci  | 5        | 4        | 4        | 0        | 0        | 1            | 0            | 0            | 0            | 0            | 6      | 4      | 4      | 0      | 0      |
| C. Weitzel     | 32       | 375      | 245      | 85       | 45       | 1            | 8            | 6            | 1            | 1            | 33     | 383    | 251    | 86     | 46     |

P = presenze; PT = punti totali; AV = attacchi vincenti; MV = muri vincenti; BV = battute vincenti